# Małgorzata Myćka
Małgorzata Myćka (ur. 5 marca 1986) – polska koszykarka. Gra na pozycji obrońcy, w sezonie 2007/2008 średnio zdobywała 2,77 pkt. Mierzy 178 centymetrów. 

## Przebieg kariery
- 2002–2006 – AZS KK Jelenia Góra
- 2007–2008 – AZS Poznań